# 2006年太平洋生命公開賽
2006年太平洋生命公開賽于2006年3月6日至3月19日在美國印第安維爾斯舉行，是第30屆賽事，也稱印地安泉大師賽，ATP是大師系列賽，WTA是一級錦標賽。

## 冠軍
单打列出冠亚军以及决赛比分，双打列出冠军组合。

### 男子單打
決賽： 羅傑·費德勒 擊敗  詹姆斯·布雷克（7–5, 6–3, 6–0）
- 這是羅傑·費德勒職業生涯第37個單打冠軍。

### 女子單打
決賽： 玛丽亚·莎拉波娃 擊敗  耶莲娜·德门蒂耶娃（6–1, 6–2）
- 這是玛丽亚·莎拉波娃職業生涯第11個單打冠軍。

### 男子雙打
決賽： 马克·诺尔斯 /  丹尼尔·内斯特

### 女子雙打
決賽： 麗莎·雷蒙德 /  萨曼莎·斯托瑟

## 外部連結
- 官方網站